# Попасне (Самарівський район)
Попа́сне — село в Україні, у Губиниській селищній громаді Самарівського району Дніпропетровської області. Населення за переписом 2001 року становить 1345 осіб.

## Географія
Село Попасне знаходиться за 5 км від річки Багатенька і за 7 км від річки Самара. У селі бере початок Яр Попасний. Через село проходить автомобільна дорога Т 0422.

## Назва
На місці, де тепер розкинулося Попасне, у далеку давнину були чудові пасовиська, через які пролягав чумацький шлях до Криму. Тут зупинялися чумаки відпочити і попасти волів. Звідси, мабуть, і пішла назва Попасне.

## Історія
Перша письмова згадка про місцевість Попасна Байраки зустрічається в документах, датованих 1772 роком. В документах п'ятої ревізії 1794—1795 рр. вперше згадується вже хутір Попасна. З них випливає, що на хуторах Попасному і Поповому, приписаних до села Андріївці, налічувалося 25 дворів.
Станом на 1886 рік в селі, центрі Попаснянської волості, мешкало 1055 осіб, налічувалось 190 дворів, православна церква, 2 лавки.
До 2020 року було центром Попасненської сільської ради.

## Населення

### Мова
Розподіл населення за рідною мовою за даними перепису 2001 року:
| Мова            | Кількість | Відсоток |
| --------------- | --------- | -------- |
| українська      | 1235      | 91.82%   |
| російська       | 73        | 5.43%    |
| білоруська      | 6         | 0.45%    |
| румунська       | 4         | 0.30%    |
| вірменська      | 3         | 0.22%    |
| німецька        | 1         | 0.07%    |
| інші/не вказали | 23        | 1.71%    |
| Усього          | 1345      | 100%     |

## Археологія
Біля села розкопано шість курганів з похованнями епохи бронзи (III-я тисячоліття до н е.) і кочівників XI—XIV століть.
Окрема знахідка трипільського горщика.

## Економіка
- Попаснянський скляний завод, ТОВ.
- ТОВ «Агросвіт».

## Об'єкти соціальної сфери
- Школа.
- Професійно-технічне училище № 72.
- Амбулаторія.
- Будинок культури.

## Відомі особи
Місце народження громадського та політичного діяча Михайла Родзянка (1859-1924).